# Bang & Olufsen
Bang & Olufsen (B&O) es una compañía Danesa que fabrica productos audiovisuales, como televisores, teléfonos, altavoces, sistemas de audio para automóviles (Audi, Aston Martin y Ford). Fue fundada en 1925 por Peter Bang y Svend Olufsen, tras construir una radio que trabajaba con corriente alterna, cuando la mayoría de las radios funcionaban con pilas. En 2004, la empresa abrió una fábrica en República Checa, dónde alrededor de 250 empleados producían productos de audio.

## Historia
Peter Bang (1900-1957), hijo de Camillo Bang, mostraba gran interés en las radios desde temprana edad. Después de graduarse como ingeniero en 1924, pasó 6 meses trabajando en una fábrica de radios en Estados Unidos, donde se familiarizó con las últimas novedades de este campo. Tras volver a Dinamarca, se unió a su amigo Svend Olufsen (1897-1949), cuyos padres adaptaron el ático de su casa para poder usarlo en sus experimentos. En 1925 abrieron oficialmente su negocio, en el que Bang se concentraba en la tecnología y Olufsen lo hacía en los negocios.

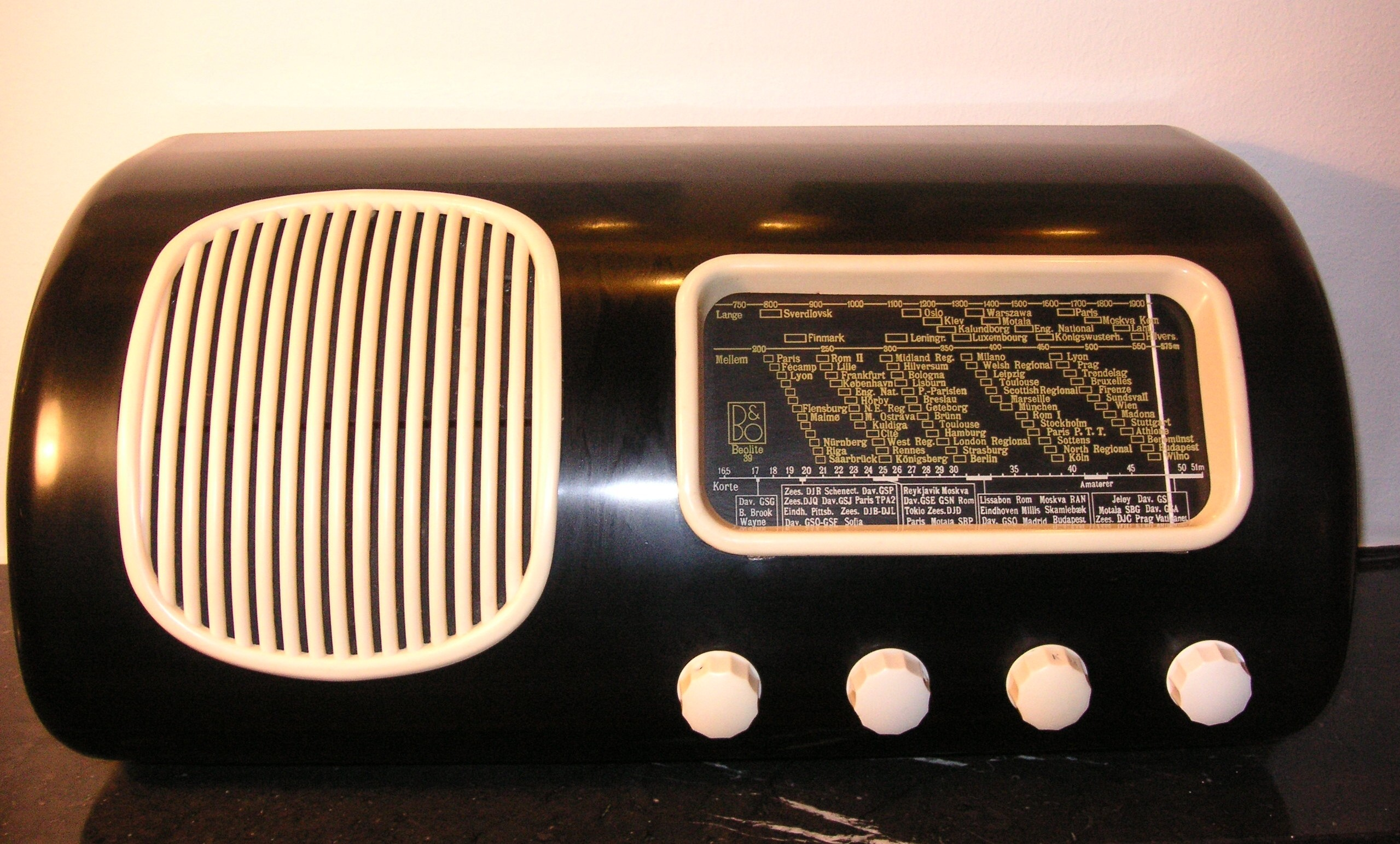
Beolit 39 de 1938, la primera radio B&O hecha de baquelita.

Cerca del final de la Segunda Guerra Mundial, saboteadores pronazis incendiaron la fábrica de Gimsing, en el noroeste de Jutland como castigo por su negativa a colaborar con los alemanes. Bang y Olufsen reconstruyeron la fábrica y empezaron a producir una gama de aparatos de radio y televisión en la década de 1950, cuando Ib Fabiansen se unió a la empresa en 1957.
Los productos de B&O son diferentes y con un diseño distinto a los de las demás empresas del sector, y muchos de los productos en las décadas de 1970 y 1980 fueron diseñados por Jacob Jensen, cuyos diseños aún hoy se encuentran operativos. Desde los 80, el principal diseñador de la compañía es David Lewis.[cita requerida].
En los 90, B&O abrió las primeras tiendas para vender directamente a los consumidores, en vez de hacerlo a través de minoristas. Debido a la crisis económica de 2008-2009, la compañía experimentó una bajada en las ventas y anunció algunas pérdidas. El plan de reestructuración incluye 300 despidos en Dinamarca el 21 de octubre de 2008, y el abandono del desarrollo de nuevos teléfonos móviles, reproductores MP3.
B&O es considerada una marca de lujo en la industria debido a sus exclusivos diseños, imagen de marca y precios elevados.

## Productos

### Beo6
Beo6 fue un control remoto capaz de controlar virtualmente cualquier aparato capaz de recibir comandos infrarrojos ya fuere de B&O o de terceros, programable solamente por concesionarios B&O.  Disponía además de Wifi pero solamente para interactuar con Beosound 5, y no con BeoSound Encore ni con ningún otro producto.

### Beosound 5
El BeoSound 5 fue presentado en 2008 y descontinuado en 2015.  Es una sinfonola de uso casero y sin monedas para reproducir archivos de audio digitales; aparte de otras funciones, es además un reproductor de radio por internet con un directorio de trecemil estaciones mantenido por B&O.  Introdujo el algoritmo MOTS (más de lo mismo, por sus siglas en inglés), que reproduce música parecida, según su ritmo, síncopa, tonalidad o armonía.  Eliminando algunas funciones y modernizando otras, a partir de 2011 se vendió el BeoSound 5 Encore ("otra vez", en francés) a un más modesto precio.

### BeoPlay A6
Un altavoz portátil, sin pilas, que contenía dos parlantes de graves, uno de amplio espectro apuntando hacia atrás, y dos de altas frecuencias.